# Hildebad
Hildebad (Ildibad oder Heldebadus) († 541) war ein ostgotischer König.
Hildebad war ein Neffe des westgotischen Königs Theudis. Als der bisherige Ostgotenkönig Witigis im Mai 540 durch den oströmischen Feldherren Belisar in Ravenna gefangen genommen und nach Konstantinopel gebracht worden war (siehe Gotenkrieg), erhoben diejenigen Ostgoten, die sich mit der Niederlage nicht abfinden wollten, auf Anraten des Uraias, eines Gotenführers und Neffen des Witigis, nach einiger Zeit Hildebad zu ihrem neuen König.
Hildebad regierte nicht einmal ein Jahr, bis er auf einem Palastbankett von einem Gepiden ermordet wurde. Sein direkter Nachfolger war Erarich, der jedoch ebenfalls nur wenige Monate regieren konnte. Ihm folgte dann Hildebads Neffe Totila auf dem Thron, der letzte bedeutende Ostgotenkönig. Literarisch ist er einer der Helden in Felix Dahns Roman Ein Kampf um Rom.